# Herb Mysłowic
Herb Mysłowic – jeden z symboli miasta Mysłowice w postaci herbu.

## Wygląd i symbolika
Herb przedstawia w polu błękitnym głowę mężczyzny z zamkniętymi oczyma, z włosami czarnymi i takim zarostem pełnym, twarz barwy naturalnej.
Herb przedstawia najprawdopodobniej głowę Jana Chrzciciela – patrona miasta (taką interpretację podaje przedwojenna decyzja Ministra Spraw Wewnętrznych) bądź głowę Mysła/Mysława, legendarnego założyciela Mysłowic. Głowa w niektórych źródłach mylnie uważana jest za głowę św. Jana.

## Historia
Najstarszy zachowany wizerunek herbu Mysłowic pojawił się na pieczęci miejskiej z początku XVII wieku, którą umocniono dokumenty z 1616 i 1643 roku. Ostateczną wersję herbu zatwierdziło ministerstwo spraw wewnętrznych RP w 1937 roku. Bullą papieską z 2000 roku ustanowiono św. Jana Chrzciciela patronem miasta Mysłowice.
W 1934 roku herb miasta uczynił swoim herbem biskupim Teofil Bromboszcz, który do marca 1936 roku pozostawał mysłowickim proboszczem.